# Till Huster
Till Huster (* 2. Juli 1958 in Bremen) ist ein deutscher Schauspieler, Synchronsprecher und Regisseur.
Er stammt aus einer Bremer Schauspielerfamilie. Huster ist der Sohn des Schauspielers und Theaterdirektors Günther Huster und der Schauspielerin Luise Witte.

## Biografie
Nach dem Abitur besuchte Huster ab 1980 das renommierte Max-Reinhardt-Seminar in Wien und schloss es 1983 mit dem Diplom ab.
In den darauf folgenden Jahren hatte er Engagements an den Stadttheatern von Bielefeld, Gießen und Würzburg, arbeitete u. a. als Gast in München, Wien und Kopenhagen und nahm an verschiedenen Tourneeproduktionen teil. Von 1999 bis 2022 war er festes Ensemblemitglied am Ohnsorg-Theater in Hamburg.
Seit Ende der 1980er Jahre spielt Huster regelmäßig in Film und Fernsehen. Außerdem tritt er mit Lesungen auf und spricht verschiedene Rollen im Hörfunk und beim Synchron. Von Beginn seiner Karriere an hat er immer wieder Regie geführt, wie beispielsweise 2005 am Ohnsorg-Theater für das Märchen „Aschenputtel“.
Husters Wohnort ist Hamburg.

## Filmografie (Auswahl)
- 1998: Großstadtrevier (ARD/NDR) als Sperling
- 2000: Staplerfahrer Klaus (Kurzfilm) als Günter ohne Hände
- 2005: Der Mann im Strom (ARD) als Vater
- 2006: Die Katze (NDR) als Möbelträger
- 2008: Soul Kitchen (Kino) als Polizist
- 2009: Neues aus Büttenwarder (NDR) als Klaus-Uwe
- 2010: Die Räuberin (Kino) 	 als Schlosser
- 2010: Mörderisches Wespennest (ZDF) als Bauer
- 2012: Tod einer Brieftaube (ZDF) als Vollzugsbeamter
- 2013: Mörderische Jagd (ZDF) als Polizist
- 2014: Neues aus Büttenwarder (NDR) als Eggi
- 2018: Morden im Norden – Kinderherz (ARD) als Kai Holthusen
- 2019: Und wer nimmt den Hund? als Wärter Hagedorn
- 2021: In Wahrheit: In einem anderen Leben als Spediteur
- 2022: Nord bei Nordwest – Wilde Hunde
- 2022: Helen Dorn: Das rote Tuch
- 2024: Ich will mein Glück zurück

## Theaterrollen (Auswahl)
- Een snurrig Poor (Neil Simon) als Felix Unger
- Der zerbrochne Krug (Heinrich von Kleist) als Ruprecht
- Iphigenie auf Tauris (Johann Wolfgang Goethe) als Orest
- Gespenster (Henrik Ibsen) als Oswald
- Endstation Sehnsucht (Tennessee Williams) als Kowalski
- Lysistrata (Aristophanes) als Kinesias
- Antigone (Sophokles) als Haimon
- Kasimir und Karoline (Ödön von Horváth) als Kasimir
- Wer hat Angst vor Virginia Woolf? (Edward Albee) als Nick
- Fräulein Julie (August Strindberg) als Jean
- Romeo und Julia (William Shakespeare) als Mercutio
- Mutter Courage (Bertolt Brecht) als Eilif
- Oberösterreich (Franz Xaver Kroetz) als Hans
- Der Menschenfeind (Molière) als Alceste
- Peer Gynt (Henrik Ibsen) als Peer Gynt
- De Spaansche Fleeg (Die Spanische Fliege von Arnold und Bach) als Senffabrikant Ludwig Klinke
- De Mann in'n Stroom (Der Mann im Strom von Siegfried Lenz) als Taucher Hinrichs
- En Mann mit Charakter als Bäckermeister Heinrich Hintzpeter

## Auszeichnungen
- 2019 Rolf-Mares-Preis für seine Rolle als Paul Hinrichs in De Mann in’n Strom im Ohnsorg-Theater